# 東浩子
東 浩子（あずま ひろこ、1992年5月1日 - ）は、岡山県勝田郡出身の日本の女子プロゴルファーである。所属は加賀電子。

## 経歴・人物
岡山県作陽高等学校卒業。
実家がゴルフ練習場で、3歳からゴルフを始める。
アマチュア時代の主な成績として2008年「中国女子アマチュアゴルフ選手権競技」優勝がある。
2012年の日本女子プロゴルフ協会（LPGA）最終プロテストをトップで合格、同年「LPGA新人戦加賀電子カップ」においてツアー外競技ながらプロ初優勝を果たす。
2015年から加賀電子所属。
2017年に年間獲得賞金ランキング（賞金ランク）33位で自身初のシード入り、翌2018年は賞金ランク32位で2年連続のシード入りとなった。
2019年は賞金ランク56位となり、賞金シード入りを果たせなかった。
2020年9月のデサントレディース東海クラシックでは最終日に好調なゴルフを見せて通算15アンダーでホールアウト、悲願のツアー初優勝を賭けて新人の古江彩佳とのプレーオフに挑んだが、プレーオフ最初のホールで古江にバーディーを取られて惜しくも2位となった。

## エピソード
女子プロゴルフ界では一大勢力を持つ1992年度生まれの選手（成田美寿々、青木瀬令奈、葭葉ルミ、福田真未、香妻琴乃、堀奈津佳など）によって結成されたグループ『最強アズマ軍団』のキャプテンを務める。軍団のネーミングを決めたは青木瀬令奈で、東本人は当初このネーミングを嫌がっていたが、マスコミ媒体などによりゴルフファンへの認知度が高くなってきており、「ファンが増えてきている」と語っている。

## ホールインワン歴
※LPGAツアーに限る
- 2012年11月11日「伊藤園レディスゴルフトーナメント」2日目7番ホール
- 2013年8月16日「NEC軽井沢72ゴルフトーナメント」初日12番ホール